# 샤하브-4
샤하브-4(Shahab-4)는 이란의 ICBM이다. 조선민주주의인민공화국의 대포동 1호와 매우 유사하다고 알려져 있다. 샤하브-4는 비공식 명칭으로, 정식명싱은 사피르 우주로켓이라고 부르며, 2009년 2월 2일 세계 9번째로 인공위성 자력발사에 성공하였다.

## 제원
- 길이: 22m
- 직경: 1.25m
- 중량: 26,000kg
- 엔진: 고체연료
- 단수: 2단
- 총발사기록
  - Suborbital: 3회
  - Orbital: 3회
- 성공한 발사기록
  - Suborbital: 3회
  - Orbital: 2회
- 실패한 발사기록:
  - Orbital: 1회
- 최초발사:
  - Suborbital: 2007년 2월 25일 또는 2008년 2월 4일
  - Orbital: 2008년 8월 17일

## 같이 보기
- 이란의 샤하브-1 - 조선민주주의인민공화국의 화성 5호 - 스커드 B 미사일
- 이란의 샤하브-2 - 조선민주주의인민공화국의 화성 6호 - 스커드 C 미사일
- 이란의 샤하브-3 - 조선민주주의인민공화국의 화성 7호 - 노동 1호 미사일
- 이란의 샤하브-4 - 조선민주주의인민공화국의 대포동 2호